# Verwaltungsgemeinschaft Eging am See
Die Verwaltungsgemeinschaft Eging am See im niederbayerischen Landkreis Passau wurde im Zuge der Gemeindegebietsreform am 1. Mai 1978 gegründet und zum 1. Januar 1980 bereits wieder aufgelöst.
Ihr gehörten die Marktgemeinde Eging am See und die Gemeinde Aicha vorm Wald an.
Sitz der Verwaltungsgemeinschaft war Eging am See.